# Neaethus grossus
Neaethus grossus är en insektsart som beskrevs av Melichar 1906. Neaethus grossus ingår i släktet Neaethus och familjen sköldstritar. Inga underarter finns listade i Catalogue of Life.